# Verwaltungsgemeinschaft Schiefergebirge
In der Verwaltungsgemeinschaft Schiefergebirge aus dem thüringischen Landkreis Saalfeld-Rudolstadt haben sich die Städte Gräfenthal und Lehesten und die Gemeinde Probstzella zur Erledigung ihrer Verwaltungsgeschäfte zusammengeschlossen. Verwaltungssitz ist in Probstzella.

## Geschichte
Die Verwaltungsgemeinschaft wurde am 4. Februar 1994 ursprünglich unter dem Namen Verwaltungsgemeinschaft Probstzella/Loquitzgrund gegründet. Die Umbenennung in Verwaltungsgemeinschaft Probstzella-Lehesten-Marktgölitz erfolgte zum 1. September 1995. Bis zur Eingemeindung nach Probstzella am 16. März 2004 gehörte auch Marktgölitz als eigenständige Gemeinde zur Verwaltungsgemeinschaft. Mit dem Thüringer Gesetz zur freiwilligen Neugliederung im Jahr 2013 trat die Stadt Gräfenthal zum 31. Dezember der Verwaltungsgemeinschaft bei. Diese erhielt dadurch ihren jetzigen Namen.